# Ликия и Памфилия

Ликия и Памфи́лия (лат. Lycia et Pamphylia) — римская провинция, расположенная на юго-западе Малой Азии (современная Турция).
Провинция была образована в 74 году в правление императора Веспасиана путём слияния двух регионов — Ликии и Памфилии. Ликия вошла в состав Римской империи в 43—44 годах при Клавдии, став прокураторской провинцией, но при этом сохранила широкую автономию. Памфилия же с 25 года до н. э. относилась к провинции Галатия. В правление Адриана или Антонина Пия к провинции также присоединилась область Писидия: с тех пор Ликией и Памфилией управлял императорский легат в ранге претора. Либо со 135 года, либо со времён правления Марка Аврелия назначение туда наместника стало прерогативой сената (таким образом, Ликия и Памфилия стала сенатской провинцией). В 297 году область стала относиться к диоцезу Азия и управляться президом, а в 325 году была разделена на отдельные регионы — Ликию и Памфилию.